# Suak Nibong
Suak Nibong is een bestuurslaag in het regentschap Aceh Barat Daya van de provincie Atjeh, Indonesië. Suak Nibong telt 634 inwoners (volkstelling 2010).